# Mickey Levy
Mickey Levy (en hebreo: מִיקִי לֵוִי‎), (nacido el 21 de junio de 1951) es un político israelí que actualmente se desempeña como miembro de la Knesset para Yesh Atid y Presidente de la Knesset. Se desempeñó como Viceministro de Hacienda entre 2013 y 2014. Antes de entrar en política, fue policía.

## Biografía
Levy nació en Jerusalén de padres inmigrantes que judíos de origen judío kurdo de Cizre, Turquía. Hizo su servicio militar en las Fuerzas de Defensa de Israel en la Brigada de Paracaidistas. Después de ser dado de baja del ejército, se unió a la Policía de Israel y ocupó una serie de puestos de mando. Se desempeñó como jefe de la rama de Jerusalén de la Policía de Israel entre 2000 y 2004, ganando el premio Caballero del Buen Gobierno en 2002. Después de jubilarse, trabajó como agregado de la policía israelí en Washington D. C. hasta 2007. También obtuvo una licenciatura en ciencias políticas de la Universidad de Haifa y una maestría de la Universidad de Derby, además de desempeñarse como director ejecutivo de la empresa de autobuses Egged Ta'avura.
Antes de las elecciones a la Knesset de 2013, Levy se unió al nuevo partido Yesh Atid y ocupó el undécimo lugar en su lista. Ingresó a la Knesset después de que el partido obtuviera 19 escaños. Tras el acuerdo de coalición de Yesh Atid con el Likud, fue designado para servir como Viceministro de Finanzas. Volvió a colocarse en el undécimo lugar en la lista del partido para las elecciones de 2015, y fue reelegido cuando el partido ganó 11 escaños.
En la preparación para las elecciones de abril de 2019, Yesh Atid se unió a la alianza Azul y Blanco, con Levy en el puesto vigésimo segundo de su lista. Fue reelegido cuando la alianza obtuvo 35 escaños.
Como parte del acuerdo entre Naftali Bennett y Yair Lapid para formar un gobierno de "cambio", Levy fue elegido presidente de la 24.ª Knesset el 13 de junio de 2021, derrotando a Ya'akov Margi de Shas.

## Vida personal
Levy tiene cuatro hijos y vive en el suburbio Mevasseret Zion de Jerusalén.